# 464 v.Chr.
Het jaar 464 v.Chr. is een jaartal volgens de christelijke jaartelling.

## Gebeurtenissen

### Griekenland
- De Atheners worden door de Thraciërs verdreven uit de Macedonische stad Amphipolis.

### Perzië
- Egypte komt na de moord op koning Xerxes I in opstand tegen het Perzische Rijk.

### Italië
- Leontini wordt weer onafhankelijk en sluit een bondgenootschap met Athene.